# Kanton Villeneuve-lès-Avignon
Kanton Villeneuve-lès-Avignon is een kanton van het Franse departement Gard. Het kanton maakt deel uit van het arrondissement Nîmes.

## Gemeenten

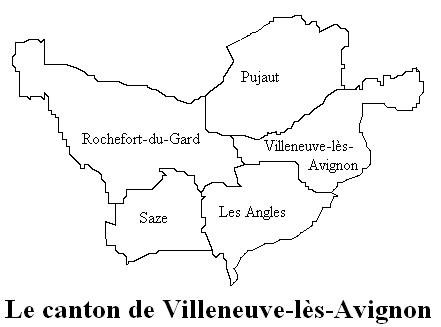
Ligging van gemeenten in het kanton

Het kanton Villeneuve-lès-Avignon omvat de volgende gemeenten:
- Les Angles
- Pujaut
- Rochefort-du-Gard
- Saze
- Villeneuve-lès-Avignon (hoofdplaats)

Bij de herindeling van de kantons bij decreet van 24 februari 2014 werd dit kanton niet gewijzigd.